# نصفي الأصابع قليل الحديبات
نصفي الأصابع قليل الحُدَيباتُ (الاسم العلمي: Hemidactylus paucituberculatus)، نوع من أبو بريص ينتمي إلى فصيلة الوزغية، يستوطن جنوب سلطنة عمان (وسط ظفار [سهل صلالة]، من صلالة إلى حاسك).

## للاستزادة
- Vasconcelos, Raquel, and Salvador Carranza. "Systematics and biogeography of Hemidactylus homoeolepis Blanford, 1881 (Squamata: Gekkonidae), with the description of a new species from Arabia." Zootaxa 3835.4 (2014): 501–527.